# Dominique de La Rochefoucauld
Dominique de La Rochefoucauld (ur. 26 września 1712 w Saint-Chély-d’Apcher we Francji, zm. 23 września 1800 w Münster) – francuski duchowny rzymskokatolicki, arcybiskup Albi, arcybiskup Rouen i prymas Normandii, kardynał.

## Biografia
1 maja 1747 mianowany arcybiskupem Albi, co zatwierdził 29 maja 1747 papież Benedykt XIV. 29 czerwca 1747 przyjął sakrę biskupią z rąk biskupa Mende Gabriela-Florenta de Choiseul-Beaupré. Współkonsekratorami byli biskup Chartres Pierre-Augustin-Bernardin de Rosset de Rocozel de Fleury oraz biskup Rodez Charles de Grimaldi d’Antibes.
25 kwietnia 1759 wybrany arcybiskupem Rouen i prymasem Normandii. 30 kwietnia 1759 zrezygnował z arcybiskupstwa Albi. 2 czerwca 1759 papież Klemens XIII zatwierdził go na nowym stanowisku. 1 czerwca 1778 papież Pius VI kreował go kardynałem prezbiterem (nie otrzymał kościoła tytularnego).
Nie uczestniczył w konklawe 1799–1800. Zmarł 23 września 1800 w Münster, w Niemczech, gdzie uciekł przed rewolucją francuską.